# Milwaukee

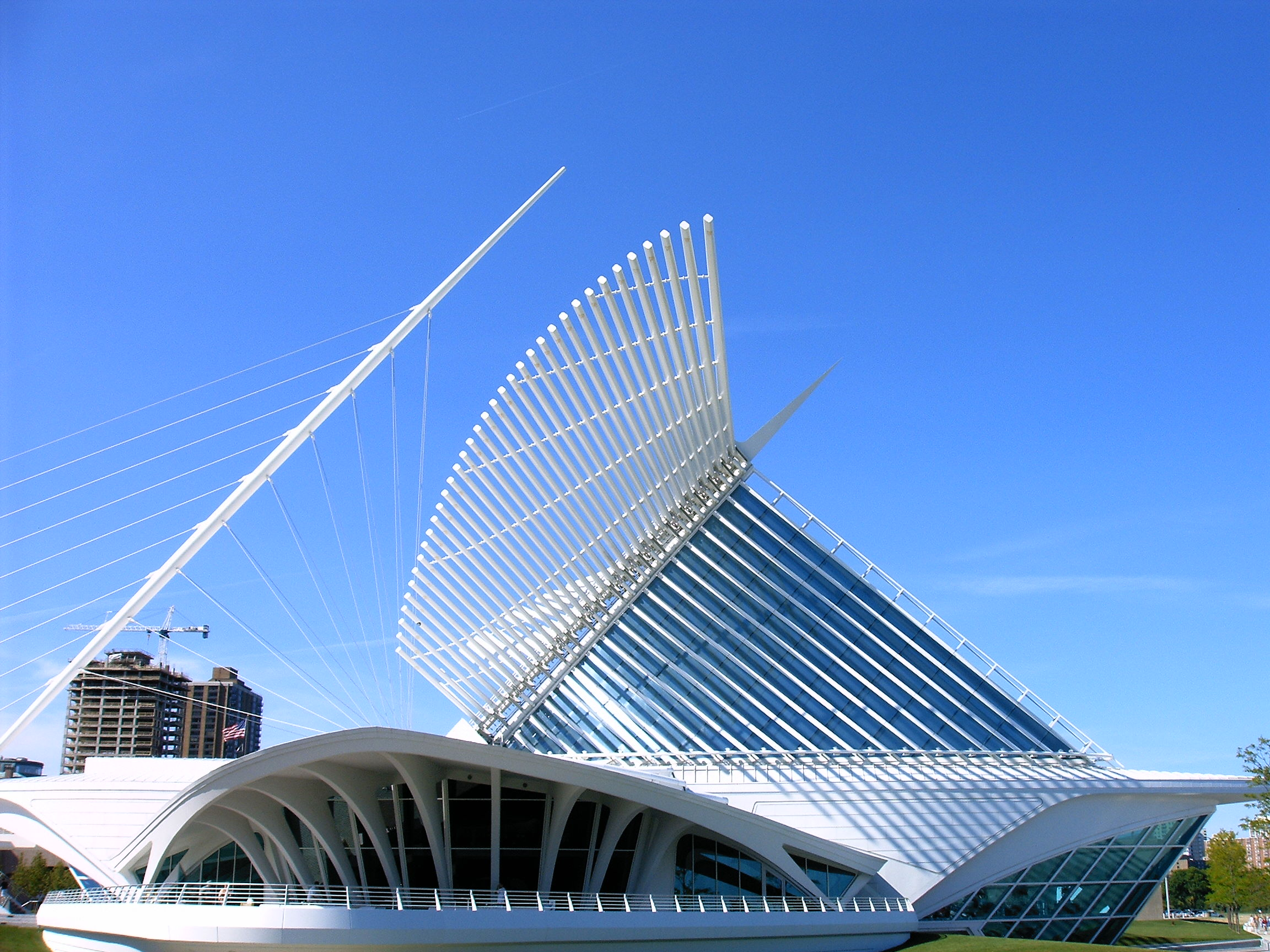
Muzeum sztuki

Milwaukee – miasto w Stanach Zjednoczonych, w południowo-wschodniej części stanu Wisconsin, ośrodek administracyjny hrabstwa Milwaukee, położone na zachodnim brzegu jeziora Michigan, u zbiegu rzek Milwaukee, Menomonee i Kinnickinnic, około 150 km na północ od Chicago. Największe miasto stanu Wisconsin, w 2020 roku liczące 577 222 mieszkańców; główny ośrodek obszaru metropolitalnego Milwaukee obejmującego także m.in. miasta Waukesha, Wauwatosa, West Allis i Racine, zamieszkanego przez 1 574 731 osób (2020).
Pierwsi biali osadnicy przybyli tu na początku XIX wieku. Założone zostały tu trzy rywalizujące ze sobą osady, które połączone zostały w jedno miasto w 1846 roku. Milwaukee rozwinęło się jako ośrodek przemysłowy oraz port w drugiej połowie XIX wieku. Szczególną rolę odgrywało piwowarstwo, które rozwinęło się za sprawą niemieckich imigrantów. W szczytowym okresie, przypadającym na lata 60. XX wieku, miasto liczyło około 750 000 mieszkańców. W latach 80. XX wieku nastąpił stopniowy zanik przemysłu.
Nazwa miasta pochodzi od słowa Millioke, oznaczającego w języku rdzennych Amerykanów „dobre ziemie”.

## Demografia
Miasto stało się jednym z najbardziej zróżnicowanych demograficznie miast Stanów Zjednoczonych. Według danych z 2021 roku struktura rasowa miasta przedstawiała się następująco:
- czarni lub Afroamerykanie – 39,4%
- biali nielatynoscy – 33%
- Latynosi – 19,9%
- rasy mieszanej – 7,6%
- Azjaci – 4,5%
- rdzenni Amerykanie – 0,6%.

Spadek liczby ludności spowodowany jest deindustralizacją miasta i ucieczką ludzi na przedmieścia. W latach 1967–1987 Milwaukee straciło ponad 50 tys. miejsc pracy w przemyśle. Odsetek osób pochodzenia niemieckiego spadł do 15,1% i osób pochodzenia polskiego do 5,9% w roku 2021. Wzrósł natomiast odsetek społeczności meksykańskiej (do 13,4%), portorykańskiej (do 4,9%), a przede wszystkim afroamerykańskiej. 

### Polonia
W mieście znajduje się duże skupisko Polonii. Według spisu powszechnego z roku 2000 12,7% ludności miasta ma polskie korzenie. Co roku odbywa się tu „Polish Fest”, największy polski festiwal w całych Stanach Zjednoczonych. Spora liczba zabytkowych kościołów katolickich na terenie miasta została założona przez Polaków, w tym Bazylika św. Jozafata.
W 1957 miejscowi Polacy i Niemcy stanowili więcej niż połowę mieszkańców miasta. W 1900 około 70% ludności Milwaukee stanowiły osoby pochodzenia niemieckiego. Pierwsze duże grupy Polaków przybyły tutaj około 1870 (np. rybacy kaszubscy), przede wszystkim z tych części kraju, gdzie powszechna była znajomość języka niemieckiego, gdyż było to wtedy największe centrum niemieckie na terenie USA. Polacy osiedlali się głównie w dzielnicach południowo-wschodnich (wzdłuż rzeki Milwaukee) i na południu. Pierwsze ze skupisk stopniowo zanikło, natomiast drugie było w końcu lat 50. XX wieku obszarem prawie czysto polskim. W 1880 Polacy stanowili czwartą pod względem liczebności grupę etniczną w mieście. W 1890 byli już na drugim miejscu. Zatrudnieni byli głównie w przemyśle metalurgicznym. W 1899 tworzyli oni grupę 90% zatrudnionych w tej gałęzi w mieście, a w 1957 - 60%. W latach 1866–1926 zbudowano na terenie miasta szesnaście polskich kościołów.

## Gospodarka
W Milwaukee znajduje się browar koncernu SABMiller, Centrala koncernu Rockwell Automation oraz fabryka motocykli Harley-Davidson. Ponadto w mieście rozwinął się przemysł maszynowy, elektrotechniczny, elektroniczny, metalowy, środków transportu oraz spożywczy.

## Kultura
W mieście znajduje się muzeum sztuki Milwaukee Art Museum, zaprojektowane przez architekta Santiago Calatravę, Milwaukee Public Museum, poświęcone głównie historii naturalnej, oraz ogród zoologiczny Milwaukee County Zoo.

## Oświata i nauka
Na terenie miasta działają uczelnie: Marquette University (zał. 1881), University of Wisconsin–Milwaukee (1885), Alverno College (1887), Cardinal Stritch University (1937), Medical College of Wisconsin (1893), Mount Mary University (1913), Milwaukee School of Engineering (1903) oraz Milwaukee Area Technical College (1912).

## Sport
Milwaukee to ośrodek sportowy. Główne zespoły to Milwaukee Bucks (NBA), Milwaukee Brewers (MLB), jak również Green Bay Packers (NFL) ponieważ Milwaukee nie ma własnej profesjonalnej drużyny footballu amerykańskiego. Popularne są również Milwaukee Admirals (AHL), choć wielu fanów hokeja kibicuje też Chicago Blackhawks (NHL). Wśród drużyn uniwersyteckich można wymienić UW-Milwaukee Panthers i Marquette Golden Eagles.

## Wyleczenie z wścieklizny
W 2004 roku lekarzom ze szpitala Children’s Hospital of Wisconsin w Milwaukee udało się uratować 15-letnią dziewczynę Jeanne Giese zarażoną wścieklizną, u której nie udało się wytworzyć wystarczającej odporności (w ogóle nie podano jej antytoksyn ani serii szczepionek wkrótce po pogryzieniu przez wściekłe zwierzę) – pierwszy i jak na razie jedyny na świecie przypadek wyleczenia w takiej sytuacji. Dziewczynę wprowadzono w śpiączkę farmakologiczną i podawano leki przeciwwirusowe. Formę leczenia w taki sposób nazwano "metodą z Milwaukee", jednak  niektórzy specjaliści uważają, że ocalenie dziewczyny to tylko szczęśliwy traf.

## Miasta partnerskie
- Irlandia: Galway
- Francja: Miluza
- Kuba: Nuevitas
- Włochy: Parma
- RPA: Queenstown
- Niemcy: Schwerin
- Nikaragua: Ticuantepe
- Rosja: Omsk
- Polska: Białystok

## Urodzeni
W Milwaukee urodzili się muzyk Steve Miller, piosenkarka Amanda Ava Koci, znana jako Ava Max, oraz seryjny morderca Jeffrey Dahmer.